# 로런 그레이엄
로런 그레이엄(Lauren Graham, 1967년 3월 16일 ~ )은 미국의 배우, 소설가이다. The WB/The CW 드라마 《길모어 걸스》(2000-07)로 잘 알려져있으며, 이를 통해 골든 글로브상, 새틀라이트상, 미국 배우 조합상 후보에 올랐다.

## 출연 작품

### 영화
- 나이트워치 (1997)
- 원 트루 씽 (1998)
- Chasing Destiny (2000)
- 스위트 노벰버 (2001)
- 나쁜 산타 (2003)
- 씨잉 아더 피플 (2004, Seeing Other People)
- 13번째 여인 (2005)
- 패시파이어 (2005)
- Life Coach (2005)
- The Amateurs (2005)
- 에반 올마이티 (2007)
- 철없는 그녀의 아찔한 연애 코치 (2007)
- 플래쉬 오브 지니어스 (2008)
- 버드 오브 아메리카 (2008, Birds of America)
- 하늘에서 음식이 내린다면 (2009) - 애니메이션
- The Answer Man (2009)
- 이츠 카인드 오브 어 퍼니 스토리 (2010)
- A Merry Friggin' Christmas (2014)
- 미들 스쿨: 꼰대 길들이기 (2016)
- 조시 (2016, Joshy)

### 텔레비전
- 로앤오더: 범죄 전담반 (1997)
- 길모어 걸스 (2000-07)
- The Late Late Show with Craig Kilborn (2001-03)
- 지미 키멀 라이브! (2003-21)
- 스튜디오 60 (2006)
- 더 레이트 레이트 쇼 위드 크레이그 퍼거슨 (2006-15)
- 페어런트 후드 (2010-15)
- 길모어 걸스: 한 해의 스케치 (2016, Gilmore Girls: A Year in the Life)